# Marija Obradović
Marija Obradović (født d. 6. august 1992 i Beograd) er en serbisk tidligere håndboldspiller, der spillede for det Serbiens håndboldlandshold. I 2021-22-sæsonen spillede hun for danske HH Elite. Hun indstillede karrieren i 2022.